# 大和高田市立磐園小学校
大和高田市立磐園小学校（やまとたかだしりつ いわそのしょうがっこう）は奈良県大和高田市有井にある公立小学校。

## 沿革
出典
- 1872年(明治5年) 8月 - 有井正行寺・築山の築山堂・大中安楽寺にて初等教育を実施。
- 1875年（明治8年) 12月 - 築山小学校を築山村今屋敷に建設開校。
- 1878年(明治11年) 8月 - 神楽・有井・築山村の費用を併せて築山村字石橋に改築。
- 1886年(明治19年) 5月 - 高田小学校と合併し築山分校となる。
- 1890年(明治23年) 10月 - 高田小学校から独立し磐園尋常小学校となる。
- 1895年 (明治28年) 10月 - 現在地に校舎を新築する。
- 1941年(昭和16年) 4月 - 磐園国民学校と改称する。
- 1947年(昭和22年) 4月 - 高田町立磐園小学校に改称する。
- 1948年(昭和23年) 1月 - 市制]施に伴い大和高田市立磐園小学校に改称する。
- 1958年(昭和33年) 7月 - 学校プールが完成する。
- 1971年(昭和46年) 2月 - 鉄筋造の3階建ての中校舎が完成する。
- 1973年(昭和48年) 1月 - 新体育館竣工。
- 1974年 (昭和49年) 3月 - 本館管理棟竣工。
- 1974年 (昭和49年) 10月 - 開校100周年を記念して式典を実施し、校歌制定。
- 1979年 (昭和54年) 3月 - 東校舎増改築。
- 1991年 (平成3年) 4月 - プール改築
- 2000年 (平成12年) 3月 - 新給食調理場竣工。

## 教育目標
心豊かでたくましい子どもの育成
〜いきいき　わくわく　そろって　のびよう　いわそのっ子〜

## アクセス
- 近鉄大阪線大和高田駅から徒歩10分
- JR 和歌山線・桜井線高田駅から徒歩10分

## 通学区域が隣接している学校
- 大和高田市立陵西小学校
- 大和高田市立高田小学校
- 大和高田市立土庫小学校
- 広陵町立広陵東小学校
- 広陵町立広陵西小学校
- 広陵町立真美ヶ丘第一小学校
- 香芝市立真美ヶ丘東小学校